# سيد دسوقي
سيد القواد حسن (17 نوفمبر 1937 -) هو رئيس قسم هندسة الطيران بكلية الهندسة جامعة القاهرة.

## حياته ونشأته
مواليد قرية المرج ضواحي القاهرة في 17 نوفمبر 1937.

## مسيرته
- أستاذ متفرغ بكلية الهندسة - قسم هندسة الطيران والفضاء - جامعة القاهرة.[2]
- أستاذ هندسة الطيران والفضاء بكلية الهندسة جامعة القاهرة منذ 1979 وحتى الآن.[1][3]
- رئيس شعبة تكنولوجيا المركبات الفضائية بأكاديمية البحث العلمي- القاهرة.
- كبير العلماء في مشروع قمر الصحراء بهيئة الاستشعار عن بعد.
- عضو المجلس الأعلى لنقابة المهندسين.
- حصل على بكالوريوس الهندسة من جامعة القاهرة عام 1959.
- نال درجة الماجستير من جامعة أوهايو عام 1962.
- حاز درجة الدكتوراه حول «الميكانيكا الهوائية» من جامعة ستانفورد عام 1965.
- عمل معيد بهندسة القاهرة (1959 - 1961)
- عضو بعثة دراسية بأمريكا (1961 - 1965)
- عمل عالماً باحثًا بشركة لوكهيد الأميركية في الفترة من 1964 - 1966.
- عمل أستاذًا مساعدًا بجامعة البترول والمعادن بالمملكة السعودية من 1966 - 1967.
- عمل أستاذًا مساعدًا بجامعة تكساس Texas A&M من 1967 – 1969.
- حصل على ماجستير في الرياضيات من جامعة ستانفورد عام 1971.
- عمل مستشارًا لوزير الدفاع الجزائري في الفترة من 1971 – 1972.
- عمل مستشار وزير الإنتاج الحربي المصري 1972 – 1973.
- عمل أستاذًا مساعدًا بكلية الهندسة جامعة الإسكندرية خلال نفس الفترة 1972 – 1973.
- انتقل إلى جامعة الرياض بالمملكة السعودية بكادر أستاذ، واستمر بها طيلة 1973 – 1976.
- عمل أستاذًا بجامعة الملك عبد العزيز آل سعود خلال الفترة من 1976 – 1979، وعمل خلال تلك الفترة أيضًا مستشارًا لوزير التعليم العالي السعودي.
- رئيس قسم هندسة الطيران (1984 - 1990)
- أول من درس هندسة الفضاء في كلية الهندسة جامعة القاهرة.
- درس وأشرف على رسائل الماجستير في كل التخصصات في هندسة الفضاء.
- أشرف على أكثر من 150 رسالة ماجستير ودكتوراة في مجالات الهندسة.
- كان مسئول الحركة الإسلامية بأمريكا وأحد مؤسسيها في الفترة من 1964- 1971.
- ينصب جهدi البحثى والتدريسى في ميدان هندسة التحكم والتوجيه للطائرات والصواريخ والأقمار الصناعية.
- ينصب جهده الفكرى في محاولة قراءة القرآن قراءة حضارية.

## بعض الأعمال الاستشارية
- تصميم مناهج الهندسة الاجتماعية لجامعة الملك عبد العزيز (1981 - 1982)
- الإشراف على مشروع دراسات الترجمة مع مكتب التربية العربي لدول الخليج بالرياض (1982)
- الإشراف على مشروع تصميم مناهج جامعة الخليج بالبحرين (1984 - 1988)
- الإشراف على مشروع للدراسات الإستراتيجية في هندسة الطيران للقوات المسلحة المصرية (1989).

## من مؤلفاته
- له كتابات علمية عديدة في تخصصاته.
- كما له العديد من المؤلفات في البعث الحضاري، منها:

1. ثغرة في الطريق المسدود
2. مقدمات في مشاريع البعث الحضاري
3. مقدمات جديدة في مشاريع البعث الحضاري
4. تأملات في التفسير الحضاري للقرآن الكريم
5. دراسة قرآنية في فقه التجدد الحضاري
6. في آفاق التفسير الحضاري للقرآن الكريم
7. مقالات في الإصلاح
8. نظرات حضارية في القصص القرآني
9. رؤى إسلامية في التنمية التقنية المستقلة